# Stictoptera nigribasis
Stictoptera nigribasis là một loài bướm đêm trong họ Noctuidae.